# Фінсько-новгородські війни

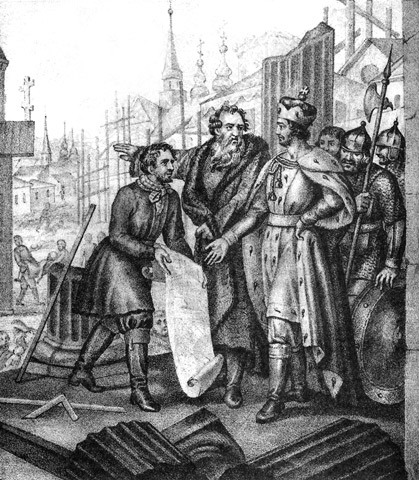
Ярослав II Володимирський, який згідно з Новгородським першим літописом вів похід проти фінів у 1226 і 1228 роках і відбив їх контрпохід у 1228 році.

Фінсько-новгородські війни — серія військових конфліктів між фінськими племенами у східній Фенноскандії та Новгородською Республікою з XI або XII століття до початку XIII століття.
Вплив війни на фінське суспільство сприяв остаточному завоюванню шведами західної Фінляндії приблизно в 1249 році. Термін, використаний у російських літописах для позначення ворога Новгорода, Єм, неясний і, ймовірно, стосувався кількох різних груп, хоча етимологічно він походить від фінського слова Häme, що означає Тавастія. Деякі з груп, визначених як Єм, могли бути мешканцями Тавастланду на півдні центральної Фінляндії, західними фінами в цілому або підгрупою карелів на північному узбережжі Ладоги, які походили від західних фінів, які мали раніше переїхали в район.

## Ранній період
Єдині відомі письмові джерела про Ємсько-Новгородські війни містяться в середньовічних російських літописах. Починаючи з XI—XII ст. між новгородцями та Ємом відбувалися часті конфлікти. Східні фінські голоси, Корела (взагалі трактуються як карели або більш конкретно як карели на південно-західному узбережжі Ладоги) та іжорці згадуються як союзники Новгорода, які, як кажуть, воювали проти Єм навіть без прямої участі Новгорода, можливо, контроль над територією центральної та східної Фінляндії; ця територіальна ворожнеча виявлялася в щорічних каральних експедиціях, які відрізнялися нещадним ставленням до поселенців супротивного племені.
Найдавніша можлива згадка про військові дії міститься в Лаврентіївському кодексі, в якому мимохідь згадується, що новгородський князь Володимир Ярославич воював з «Ямом» у 1042 році нашої ери. Ям також згадується як приплив до Новгорода в Початковому літописі, але пізніше вони зникають з джерел.
Конфлікти, безсумнівно, почалися на початку 12 століття, проте інформації про них залишається дуже мало.
Згідно з Новгородським першим літописом, інший новгородський князь Всеволод Мстиславич зі своїми новгородськими військами вів війну з Ємом під час великого голоду в 1123 році. Хроніка залишає відкритим будь-який подальший розвиток конфлікту, включно з місцем бійки.

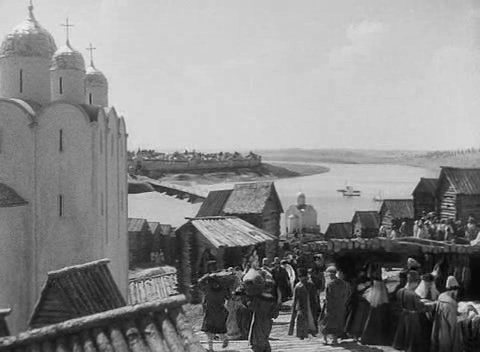
Новгород 13-го століття, представлений у «Олександрі Невському» Сергія Ейзенштейна (1938).

Єм пограбував новгородську землю в 1142 році, але був розбитий під Ладогою з 400 втратами. Випадково чи ні, але того ж року шведи напали на новгородців. Корели, які тепер перебували під впливом Новгорода, наступного року воювали з Ємом, але були змушені тікати, втративши два кораблі.
Єм знову напав на Новгородську землю в 1149 році з 1000 особами. Новгородці в кількості 500 чоловік кинулися в погоню за ємами, вщент розгромивши їх вотами, фінським племенем в союзі з Новгородом. Голоси, які сьогодні майже вимерли, жили на південь від сучасного Санкт-Петербурга, що, ймовірно, робить це найглибший напад, який Єм коли-небудь здійснював на територію Новгорода.
Після тривалої перерви у відкритих військових діях, принаймні в літописах, новгородець на ім'я Вишата Васильович у 1186 році повів свої війська на Єм, повернувшись неушкодженим з полоненими. Незрозуміло, чи взяв він свої сили, щоб воювати в землі Єм чи для захисту своєї країни від вторгнення. Причини відновлення боїв не встановлені.
Корела супроводжував новгородців під час чергового нападу на Єм у 1191 році. Цього разу бойові дії чітко кажуть, що точилися «земля Ємська», що є першим подібним записом у руських літописах. Нападники «спалили країну і вбили худобу». Дуже гіпотетично це міг бути той самий напад, про який згадувалося в набагато пізнішій шведській хроніці, Chronicon episcoporum Finlandensium середини 16-го століття єпископа Паулуса Юустена, де йдеться про спалення новгородцями «Турку» у 1198 році, за часів єпископа Фольквінуса. Російські літописи не мають відомостей про конфлікт того року. Місто Турку не існувало до кінця 13 століття. Назва Турку спочатку означає «ринок». Вважається, що сучасний термін «суомен Турку» (фінське «Турку») є старим терміном, який вказує на те, що спочатку в інших частинах країни існувало кілька «Турку».
Після цього відомостей про подальші новгородські конфлікти немає протягом кількох десятиліть. Також неможливо підтвердити, чи призвела війна 1191 року до короткого правління Новгорода в частині Фінляндії чи Карелії. Проте пізніший літописний запис середини 1220-х років свідчить, що руські князі не змогли оселитися в Ємській землі.

## Участь Швеції та Папи?
У той же час між Швецією і Новгородом перебували також конфлікти. Папа Олександр III у своєму листі до архієпископа Уппсали та ярла Готторма Швеції в 1171 (або 1172), можливо, посилається на боротьбу фінів проти Новгорода, вимагаючи від Швеції взяти під контроль фінські фортеці в обмін на захист. Наприкінці 15 століття історик Ерікус Олай стверджував, що єпископ Коль з Лінчепінгу (помер близько 1196 р.) був «ярлом Фінляндії» (Dux Finlandiae), імовірно очолюючи шведські війська, які тимчасово перебували у Фінляндії. Можливо, він мав військову роль, подібну до Йона Ярла, який нібито провів дев'ять років за кордоном, воюючи проти новгородців та інгерів наприкінці 12 століття.
Також варто відзначити так званий Перший шведський хрестовий похід, який, згідно з кількома джерелами XV століття, відбувся в 1150 році. Хрестовий похід відомий лише з пізніших легенд, які представили експедицію (якщо вона взагалі відбулася) як християнську місію, очолювану святим королем для хрещення язичників. Проте, здається, це сталося після надзвичайно гострих 1140-х років, коли як Єм, так і шведи воювали проти Новгорода. Деякі історики розглядають це як пряму реакцію на невдалу Ємську експедицію 1149 року, пов'язуючи це зі співробітництвом, про яке згадував Папа 20 років потому.
У 1221 році Папа Гонорій III знову був стурбований ситуацією, отримавши тривожну інформацію від архієпископа Упсали. Він уповноважив неназваного єпископа Фінляндії встановити торгове ембарго проти «варварів», які загрожували християнству у Фінляндії. Національність «варварів», імовірно цитата з попереднього листа архієпископа, залишається невідомою, і не обов'язково була відома навіть Папі. Однак, оскільки через вісім років торгове ембарго було розширено, було зазначено, що воно спрямоване проти новгородців.
Російські джерела згадують про шведсько-ємську співпрацю не раніше 1240 р.; саме тоді були згадані як один із союзників шведів у малозадокументованій битві на Неві. Перша надійна згадка про те, що Єм був частиною шведських військ, датується 1256 роком, через сім років після традиційного датування так званого Другого шведського хрестового походу.

## Кінець війни
Останній відомий конфлікт між Ємом і Новгородом відбувся в 1220-х роках, після десятиліть миру, принаймні в літописах. Зміцнивши свою владу в Новгороді до 1222 року, великий князь Володимирський Ярослав II організував серію нападів на Естонію, Єм і Карелію. Наступ на Єм відбувся взимку 1226—27.
Тієї ж зими Ярослав, син Всеволодів, вийшов із Новгорода за море проти Єму, де не міг сидіти жоден інший руський князь; і він завоював землю і повернувся до Новгорода, славлячи Бога, з багатьма полоненими. Коли ті, хто його супроводжував, не змогли впоратися з усіма в'язнями, вони вбили деяких з них, але багатьох відпустили.
Ємський каральний похід влітку 1228 року на Ладогу, нібито понад 2000 чоловік, закінчився катастрофою, як описано в Новгородському першому літописі.

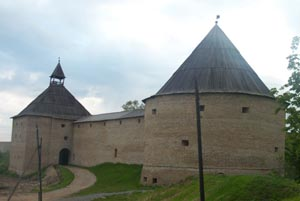
Пристав Ладозького замку (тут у вигляді XV ст.) у 1228 році дав відсіч ємським військам.

Єми прийшли на Ладозьке озеро на війну, і вістка про те дійшла до Новгорода в день Вознесіння Христового (6.8). І взяли новгородці свої барки і попливли до Ладоги з князем Ярославом. Владислав, пристав ладозький, і ладожани не чекали новгородців, а пішли за ними (фінами) на човнах, де вони билися, зустрілися з ними і билися з ними; а потім настала ніч, і вони (ладожани) висадилися на острів, але фіни були на узбережжі з полоненими; бо вони билися біля озера біля місця висадки та в Олонці. Тієї ж ночі вони просили миру, але пристав і ладожани не дали; і вони вбили всіх полонених і втекли в ліси, покинувши свої кораблі. Багато з них впало там, але їхні човни згоріли. — А з тих, що прийшли, 2000 чи більше вбито, бог знає; а решта (які не втекли) були вбиті.
Війна, здається, стала кінцем самостійних ємно-новгородських конфліктів. На основі папських листів від 1229 року невідомий єпископ Фінляндії скористався хаотичною ситуацією, захопивши нехристиянські місця поклоніння та перемістивши кафедру до «більш придатного» місця. На прохання єпископа Папа також застосував торгове ембарго проти новгородців на Балтійському морі, принаймні у Вісбю, Ризі та Любеку. Кілька років потому Папа Римський також попросив лівонських братів меча надіслати війська для захисту Фінляндії. Чи прибули лицарі, залишається невідомим.
Новгородські війни були фактором, який сприяв остаточному завоюванню Фінляндії шведами близько 1249 року. Під шведським пануванням у Фінляндії продовжували точитись війни в рамках шведсько-новгородської війни.